# ゲスの極み乙女
ゲスの極み乙女（ゲスのきわみおとめ）は、日本の男女混合4人組バンド。所属レーベルはメンバーの川谷が発足させた自主レーベルのシックマンレコーズ。略称は「ゲス乙女」「ゲス」「ゲス極」など。

## 概要
2012年5月にロック・バンド、indigo la Endのボーカルでもあった川谷絵音を中心に結成。プログレッシブ・ロックやヒップホップを基調としたポップメロディを演奏している。2013年にスペースシャワーネットワークの音楽レーベルであるSPACE SHOWER MUSICとマネージメント契約、同レーベルからインディーズで2枚のミニアルバムをリリース、2014年4月にミニアルバム『みんなノーマル』でメジャーデビューし、同年8月には初のシングル「猟奇的なキスを私にして/アソビ」を発売、同年10月には初のフルアルバムをリリースした。
楽曲は、すべて川谷絵音が作詞・作曲したものである。

## メンバー
メンバー名は全て川谷によって名付けられている。

### 川谷絵音
ボーカル、ギター、キーボード、作詞、作曲担当。長崎県出身。バンド結成初期は「MC.K」という名義も使っていた。indigo la End、ボカロPユニット『学生気分』、ジェニーハイ（プロデュース、ギター担当）、インストバンドichikoro（Think 名義）にも所属している。

### 休日課長
ベース担当。埼玉県出身。DADARAY、ボカロPユニット「学生気分」、インストバンドichikoro（Holy 名義）、mochimochi（わだお 名義、ベース・ボーカル担当）にも所属している。indigo la End（和田理生・絵にならない課長 名義）で活動していた。川谷は大学の軽音楽部の2年後輩である。
MVなどでほな・いこかに恋心を抱いているような演出などがあるが、全て「休日課長」としての設定であり、実際に交際などはしていない。
2016年11月13日、周南RISING HALLで行われた『林檎を落としたのは、だーれだ』にて、「課長」という愛称がエゴサーチしても引っ掛からないという経緯によりメンバーとファンから複数の改名の案が出た後、山口県のライブ限定で「カチョージオ」と呼ぶことになった。
2018年9月22日、高松 festhalleで行われた『ゲスなのかタコなのか』にて新しい扉を開く事となり、今後、香川県高松市限定でオネエ「かちょ子」と化することが決定した。
2018年12月、Netflix配信番組『TERRACE HOUSE OPENING NEW DOORS』に（和田理生 名義）で出演する。
2020年11月19日、自身の初書籍となる料理レシピ本『ホメられるとまた作りたくなる！妄想ごはん』を発売。
2021年6月12日、前述のレシピ本『ホメられるとまた作りたくなる！妄想ごはん』を原案としたテレビドラマ『ホメられたい僕の妄想ごはん』がテレビ大阪・BSテレ東で同年7月10日にスタートすることが発表された。主演は高杉真宙。

### ちゃんMARI
キーボード、ボーカル担当。鹿児島県出身。鹿児島国際大学短期大学部音楽科（現・国際文化学部音楽学科）卒業。インディーズバンド、Crimsonのキーボーディストでもある。the chef cooks meのサポートをしていた時期がある。4歳からクラシックピアノを習い始め、17歳でCrimsonを結成。その後地元の短大の音楽科作曲コースに進学し、音楽理論を学ぶ傍ら、短大とは別にジャズピアニストに2年間師事する。そのためか、アドリブセッションに非常に長けている。3歳から17歳まで琴も習っており、準師範の資格を持つ。身長148cm。絶対音感を持つ。使用機材はKORGのMS-20 mini、クラヴィアのNord Electro 3 HP、Nord Electro 2、Dave SmithのMopho x4。エフェクターはProCoのRAT、BOSSのDD-6、XOTICのRC Booster、HUMAN GEARのANIMATOなどを使用している。作曲ではMacBook ProとLogic Pro 9を愛用している。インストバンドichikoro（キーボード担当、M 名義）にも所属している。

### ほな・いこか
ドラムス担当。東京都出身。身長165cm。インディーズバンド、マイクロコズムのドラマーでもある。中学では吹奏楽部に所属していた。楽器を決める際にサックス、トランペットのオーディションを受けたが落ち、最後に残ったパーカッションを担当した。高校ではバンド活動に勤しむ。ギターにチャレンジするも、本人曰く「天才的に才能がない」ため、ドラム担当とパートチェンジをした（このバンドが現マイクロコズム）。邦楽で影響を受けたアーティストはSUPER BUTTER DOGであり、ファンクを好んで聴く。
音楽活動とは別に2002年ごろから2004年ごろにかけてタレント活動を行っており、小学館開催の「2002年ちゃおアイドルガールコンテスト」にて審査員特別賞を、映画「スワンズソング」のキャストオーディションではグランプリを受賞している。その後もTVや雑誌、舞台などにも出演していた。
2017年4月、オスカープロモーションに所属し、「さとうほなみ」名義で女優やタレントとしても活動することを宣言。7月20日放送の『黒革の手帖』第1回で女優デビュー。

## 影響
休日課長は、自身のベースプレイに影響を与えた作品としてイエスの『リレイヤー』とサンダーキャットの『Drunk』をあげている。ちゃんMARIは、ムーンチャイルドの『ボイジャー』、ビョークの『グリン・グロ』、EGO-WRAPPIN'の『merry merry』が自身のプレイの参考になったと述べている。ほな・いこかは、タワー・オブ・パワーの『What Is Hip? Tower of Power Anthology』、ロイル・カーナーの『イエスタデイズ・ゴーン』、ライの『ウーマン』から影響を受けたという。

## グループ名の由来
バンド名は、バンドが初めてスタジオ入りした際の後に行われた食事会に、ちゃんMARIが美大生の友人にもらった手作りのトートバッグを持ってきており、そのトートバッグにプリントされていた文字から拝借した。この食事会にほな・いこかは参加していなかったため、彼女だけメールで事後報告となった。
公式略称は「ゲス乙女」であり、メディアによっては「ゲス極」や「ゲス」といった略称が使われることもある。

## 略歴
- 2011年
  - 7月 - マイクロコズムの自主企画にindigo la End、Crimsonが出演。この時全員が知り合いとなる[17]。
- 2012年
  - 5月12日 - バンド結成[11][36]。
- 2013年
  - 3月6日 - インディーズレーベルSPACE SHOWER MUSICより1stミニアルバム『ドレスの脱ぎ方』発表。
  - 10月よりJ-WAVEにて初のレギュラーラジオ番組『THE KINGS PLACE』の月曜日を担当。
  - 12月4日 - 2ndミニアルバム 『踊れないなら、ゲスになってしまえよ』発表。収録曲の「キラーボール」がTBS系の音楽番組「COUNT DOWN TV」の12月度エンディングテーマとしてオンエアされる[37]。
  - 12月4日 - ワーナーミュージック・ジャパン傘下のレーベルunBORDE（アンボルデ）との契約が締結される[38]。メジャーデビュー前の12月23日にunBORDEのクリスマスイベント「unBORDE Xmas PARTY 2013@六本木EXシアター」に参加する[38]。
- 2014年
  - 2月3日 - 『踊れないなら、ゲスになってしまえよ』が第6回CDショップ大賞で入賞作品に選出[39]。
  - 4月2日 - 3rdミニアルバム『みんなノーマル』でunBORDEからメジャーデビュー[40]。また同日に川谷のもう一つのバンドindigo la Endも同時メジャーデビュー[40]。
  - 8月6日 - メジャーデビュー1stシングル『猟奇的なキスを私にして/アソビ』発表。
  - 8月29日 - テレビ朝日系の『ミュージックステーション』に初出演。
  - 10月29日 - 1stフルアルバム『魅力がすごいよ』発売。
- 2015年
  - 3月9日 - 『みんなノーマル』、『魅力がすごいよ』が第7回CDショップ大賞で2作品ノミネートされ、『魅力がすごいよ』が入賞したことから特別枠としてBEST ARTIST賞を受賞[41]。
  - 4月22日 - 2ndシングル『私以外私じゃないの』発売[42]。
  - 5月4日 - 日本テレビ『しゃべくり007』出演。
  - 6月17日 - 3rdシングル『ロマンスがありあまる』発売 [43][44]。
  - 8月28日 - 1st配信シングル『無垢な季節』を配信発売[45]。
  - 10月5日 - フジテレビ『SMAP×SMAP』出演。
  - 10月10日 - NHK『SONGS』出演。
  - 10月14日 - 両A面 4thシングル『オトナチック/無垢な季節』を発売[46]。
  - 12月31日 - 第66回NHK紅白歌合戦に白組として初出場。「私以外私じゃないの」を披露した[47][48]。
- 2016年
  - 1月13日 - 2ndフルアルバム『両成敗』発売。
  - 3月13日 - ワンマンツアー『ゲスな宇宙旅行』をスタート（5月8日まで）。
  - 3月30日、31日 - 初の日本武道館公演となる、『ゲス乙女大集会 〜武道館編〜』を開催した[49]。
  - 10月3日 - メンバーの川谷が未成年者と飲酒をしていた事実により、所属事務所が2016年12月をもって当面活動を自粛する事を発表した。また、新作のアルバムのリリースも控えていたが、一時発売中止することも発表された[5][50]。
  - 12月3日 - Zepp Tokyoにて『ゲスの極み乙女。 ワンマンツアー「林檎を落としたのは、だーれだ」』最終公演を開催[6]。この公演を持って当面の間、活動の自粛に入った[6]。
  - 12月31日 - SPACE SHOWER MUSICとの契約が満了した[51]。
- 2017年
  - 3月31日 - 活動再開と発売が一時中止されていた3rdフルアルバム『達磨林檎』を5月10日にリリースすることを発表。また同日にZepp Tokyoにてプレミアムライブを開催することも合わせて発表された[52]。
  - 4月1日 - 所属レコード会社であるワーナーミュージック・ジャパンとマネージメント契約を締結。
  - 5月10日 - 3rdフルアルバム『達磨林檎』をリリース。また同日に開催された発売記念プレミアムライブにて、全国ツアー『丸三角ゲス』の開催を発表した[8]。
  - 5月29日 - メンバーの川谷と休日課長の二人によるボカロPユニット「学生気分」を結成することが発表され、アルバム『達磨林檎』の収録曲「小説家みたいなあなたになりたい」のVOCALOIDバージョンのPVをニコニコ動画にて公開[53]。
  - 8月1日 - ワンマンツアー『丸三角ゲス』を開催（9月3日まで）。
  - 9月4日 - オフィシャルファンクラブ『ゲスの極み乙女。オフィシャルファンクラブ「FAN CLUB」』を発足。
  - 10月10日 - ワンマンツアー『ッアーーー！！！』を開催（11月30日まで）。一部会場ではセットリストのコンセプトを変えて行われるほか、会場限定シングル『マレリ』を販売。
  - 10月10日 - 2nd配信シングル『あなたには負けない』を配信発売。表題曲のPVではかつてメンバーの川谷のゴシップを報じた週刊文春とコラボしている[54]。
- 2018年
  - 1月24日 - 前作以来、約2年3カ月ぶりとなるシングル『戦ってしまうよ』をリリース。表題曲はスマートフォン向けゲームアプリ『クラッシュ・ロワイヤル』“ジャパニーズ・アニメスタイル”の新CMソングとして書き下ろされた[55]。
  - 3月25日 - メンバーの川谷、休日課長、ちゃんMARIがギタリストのichikaが発足したインストバンド「ichikoro（イチコロ）」に加入[56]。
  - 5月12日 - バンド結成6周年を迎えた記念に、配信シングル『もう切ないとは言わせない』を発売。PVも同時に公開された[57]。
  - 5月31日 - 日本テレビ『AnichU』枠アニメ『中間管理録トネガワ』のオープニングテーマに新曲『颯爽と走るトネガワ君』を書き下ろし。バンド初のアニメタイアップとなった[58]。
  - 6月22日 - 東京・NHKホールでバンド結成6周年を記念したワンマンライブ「ゲスの極み乙女。6th Anniversary live『乙女は変わる』」を開催。終演後、ツアーの開催と川谷がワーナー内に設立した自主レーベル『TACO RECORDS』の所属アーティストとして活動をしていくことを発表[59]。
  - 8月29日 - 4thフルアルバム『好きなら問わない』をリリース[60]。
  - 9月14日 - ワンマンツアー『ゲスなのか、タコなのか』を開催（10月26日まで）。
  - 9月27日 - 10月4日より読売テレビ・日本テレビ系で放送される連続ドラマ『ブラックスキャンダル』の主題歌として、書き下ろしの新曲「ドグマン」を提供することを発表[61]。
  - 11月22日 - 配信シングル『ドグマン』を発売。PVも同時に公開された。監督は川谷が出演したドラマ『恋のツキ』の監督である酒井麻衣が担当。また、PV内ではドラマ『ブラックスキャンダル』に出演した小川紗良と田中俊介（BOYS AND MEN）が出演している[62]。
  - 12月11日 - メンバーの休日課長が、Netflix配信番組『TERRACE HOUSE OPENING NEW DOORS』に、和田理生（わだまさお）名義で12月からの新メンバーとして出演[18]。
- 2019年
  - 1月25日 - ファンクラブ限定ライブ『ゲスリクエスト Vol.2』を開催。終演後、5月12日に東京・チームスマイル・豊洲PITにて活動7周年を記念したワンマンライブ『大展開』の開催、同月より3カ月連続で新曲を配信リリースすることが発表された。また2014年8月にリリースされたシングル『猟奇的なキスを私にして』のカップリング曲である「だけど僕は」のミュージックビデオが公開された[63]。
  - 5月13日 - 配信シングル『秘めない私』を発売。同日正午にPVが公開された。
  - 6月28日 - ゲスの極み乙女。のライバルバンドとして人選のセンスの結成を発表。デビュー曲「私以外私じゃないの2」を配信リリース[64]。
  - 7月30日 - 配信シングル『透明な嵐』を発売。
  - 12月3日 - 配信シングル『キラーボールをもう一度』を発売。
- 2020年
  - 4月24日 - 新曲『人生の針』のMVを公開。また新型コロナウイルス感染症の感染拡大の状況を受け、安全を考慮する形で同年5月10日開催予定であった全国ライブツアー『ゲスの極み乙女。TOUR 2020「ゲスの極み乙女。をもう一度」』の一部の公演の開催中止・延期を発表[65]。
  - 5月1日 - 5thフルアルバム『ストリーミング、CD、レコード』を配信リリース[66]。
  - 5月10日 - 同年6月まで全国ライブツアー『ゲスの極み乙女。TOUR 2020「ゲスの極み乙女。をもう一度」』を開催（一部公演は延期または中止）。
  - 5月29日 - 配信シングル『もう全部終わりにしよう』を発売。本楽曲は2014年に発売されたシングルの購入者特典CDに収録されていた楽曲を、マスタリング・エンジニアであるテッド・ジェンセンによるリマスターが施されたものとなっている。
  - 6月17日 - 5thフルアルバム『ストリーミング、CD、レコード』の賞味期限付き仕様、Deluxe Edition盤、アナログ盤をリリース[67]。
  - 9月18日 - 配信シングル『YDY』を発売。
  - 12月6日 - 初のオンラインライブ『uP!!!NEXT SPECIAL EDITION 2020 ゲス乙女大集会 大忘年会アリーナ編』を開催。
- 2021年
  - 4月28日 - 同年6月まで、前年に中止となった全国ライブツアー『ゲスの極み乙女。TOUR 2020「ゲスの極み乙女。をもう一度」』の振り替え公演を開催。
  - 12月24日 - 配信シングル『ドーパミン』を発売。
- 2022年
  - 3月1日 - テレビ東京で同年7月から放送される連続ドラマ『復讐の未亡人』に新曲『青い裸』を提供したことを発表[68]。
  - 5月11日 - 結成10周年を記念し、初となるベストアルバム『丸』をリリース。
  - 6月18日 - バンド結成10周年記念公演「解体」を開催。ライブ中にバンド名から「。」を取る演出を行い、その後、公式Twitterで「ゲスの極み乙女。」から「ゲスの極み乙女」への改名を発表した[69]。
  - 7月8日 - 新曲「悪夢のおまけ」が映画「この子は邪悪」の主題歌に決定したことを発表した[70]。
  - 10月27日 - 結成10周年記念公演「解体」にて初披露された新曲『スローに踊るだけ』を配信シングルとして発売。
  - 11月13日 - 同年12月18日まで、改名後初のライブツアー『文化再考』を開催（全8公演）。
  - 11月18日 - 『私以外私じゃないの』『ドーパミン』など、既存曲8曲の楽曲スピードを上げた「Sped Up」バージョンを収録配信ミニアルバム『Gesu Sped Up』発売。
- 2023年
  - 4月13日 - 同月21日までライブツアー『歌舞伎乙女』を開催（全3公演）。
- 2024年
  - 5月22日 - 改名後では初となるフルアルバム『ディスコの卵』を配信リリース。後日、同年7月3日にフィジカルでも発売。
  - 7月6日 - 同年8月20日までライブツアー『ナイトクラビング』を開催（全14公演）。
- 2025年
  - 7月12日 - バンドによる新インディーズレーベル・シックマンレコーズを発足し、インディーズデビュー。2025年秋にはシックマンレコーズからの第1弾シングル「シックマン」、冬に第2弾シングル、来年春に第3弾シングルをリリースする予定であることを合わせて発表した[71]。

## 作品

### 自主制作
- 『乙女の日常.ep』（2012年9月）
  1. ゼロの理由は花束で
  2. ミニマム
  3. 私、跳び箱6段跳べたのよ
- 『乙女とダンス.ep』（2013年4月）
  1. ゲスの極み乙女。のテーマ
  2. song3
- 『乙女の誘惑.ep』（2013年7月）
  1. 誘惑バンジー
  2. song3 （NEW MIX）

### シングル
|          | 発売日         | タイトル                       | 規格品番                                                    | 最高位                  | 最高位 | 備考                                                                                  |
| オリコン | 発売日         | タイトル                       | 規格品番                                                    | Billboard Japan Hot 100 |        | 備考                                                                                  |
| -------- | -------------- | ------------------------------ | ----------------------------------------------------------- | ----------------------- | ------ | ------------------------------------------------------------------------------------- |
| 1st      | 2014年8月6日   | 猟奇的なキスを私にして/ アソビ | WPCL-11928                                                  | 9位                     | 4位    | -                                                                                     |
| 2nd      | 2015年4月22日  | 私以外私じゃないの             | WPCL-12076（初回限定ゲスなレジャー盤） WPCL-12077（通常盤） | 11位                    | 3位    | -                                                                                     |
| 3rd      | 2015年6月17日  | ロマンスがありあまる           | WPCL-12150（初回限定ゲスなトランプ盤） WPCL-12151（通常盤） | 9位                     | 2位    | 川谷の所属するバンドindigo la Endのメジャー3rdシングル 「悲しくなる前に」と同日発売。 |
| 4th      | 2015年10月14日 | オトナチック/無垢な季節        | WPZL-31128/9（初回限定盤） WPCL-12174（通常盤）             | 5位                     | 5位    | -                                                                                     |
| 5th      | 2018年1月24日  | 戦ってしまうよ                 | WPZL-31409（初回限定盤） WPCL-12827（通常盤）               | 15位                    | 24位   | -                                                                                     |

### 「ッアーーー」会場限定シングル
|     | 発売日                    | タイトル | 規格品番   | 備考               |
| --- | ------------------------- | -------- | ---------- | ------------------ |
| 1st | 2017年10月10日 - 11月30日 | マレリ   | WPCL-12816 | 「ッアーーー」限定 |

### 配信シングル
|      | 発売日         | タイトル                 | 備考                           |
| ---- | -------------- | ------------------------ | ------------------------------ |
| 1st  | 2015年8月28日  | 無垢な季節               |                                |
| 2nd  | 2017年10月10日 | あなたには負けない       |                                |
| 3rd  | 2018年5月12日  | もう切ないとは言わせない |                                |
| 4th  | 2018年11月22日 | ドグマン                 |                                |
| 5th  | 2019年5月13日  | 秘めない私               |                                |
| 6th  | 2019年7月31日  | 透明な嵐                 |                                |
| 7th  | 2019年12月3日  | キラーボールをもう一度   |                                |
| 8th  | 2020年5月29日  | もう全部終わりにしよう   |                                |
| 9th  | 2020年9月18日  | YDY                      |                                |
| 10th | 2021年12月23日 | ドーパミン               |                                |
| 11th | 2022年8月31日  | 悪夢のおまけ             | バンド改名後初となるシングル。 |
| 12th | 2022年10月27日 | スローに踊るだけ         |                                |

### ミニアルバム
|     | 発売日        | タイトル                           | 規格品番   | オリコン順位 | 備考                        |
| --- | ------------- | ---------------------------------- | ---------- | ------------ | --------------------------- |
| 1st | 2013年3月6日  | ドレスの脱ぎ方                     | PECF-3042  | 123位        | -                           |
| 2nd | 2013年12月4日 | 踊れないなら、ゲスになってしまえよ | QYCL-10001 | 28位         | 第6回CDショップ大賞入賞作品 |
| 3rd | 2014年4月2日  | みんなノーマル                     | WPCL-11747 | 11位         | メジャー1stミニアルバム     |

### EP
|     | 発売日         | タイトル     | 備考                                                                     |
| --- | -------------- | ------------ | ------------------------------------------------------------------------ |
| 1st | 2022年11月18日 | Gesu Sped Up | 配信限定。楽曲のスピードを上げた既存曲8曲の「Sped Up」バージョンを収録。 |

### オリジナルアルバム
|     | 発売日                                       | タイトル                     | 規格品番 | オリコン順位 | 備考 |
| --- | -------------------------------------------- | ---------------------------- | --- | ------------ | --- |
| 1st | 2014年10月29日                               | 魅力がすごいよ               | WPCL-12024 （完全生産限定ゲスなトート盤） WPCL-12025 （初回生産限定魅力的なプライス盤） WPCL-12018（通常盤）                                                                                      | 4位          | 完全生産限定盤にはトートバッグが付属、 初回生産限定盤はスペシャルプライスで販売。                            |
| 2nd | 2016年1月13日                                | 両成敗                       | WPZL-31141/2（初回限定盤） WPCL-12297（通常盤） WPZL31141LH（Loppi・HMV限定 オリジナルトートバッグセット初回生産限定盤） WPCL12297LH（Loppi・HMV限定 オリジナルトートバッグセット通常盤）         | 1位          | オリコンウィークリーチャートで初登場1位を獲得したのは、 シングル・アルバム含めバンド初となる。               |
| 3rd | 2017年5月10日                                | 達磨林檎                     | WPCL-12443 | 3位          | 活動を再開して以来初となるフルアルバム。                                                                     |
| 4th | 2018年8月29日                                | 好きなら問わない             | WPZL-31488（初回限定盤） WPCL-12913（通常盤） | 12位         | 自主レーベル『TACO RECORDS』設立後としては初となる作品。                                                     |
| 5th | 2020年5月1日（配信） 2020年6月17日（その他） | ストリーミング、CD、レコード | 190295239947（配信） 00W9-13078（ワーナーミュージック・ダイレクト限定 賞味期限付きアルバム） WPZL-31754（Deluxe Edition CD+DVD） WPZL-31756（Deluxe Edition CD+Blu-Ray） WPJL-10124（アナログ盤） | 6位          | 5月1日より全曲を先行配信。 賞味期限付きアルバムはCDではなくバームクーヘンが入っている。 全て完全生産限定盤。 |
| 6th | 2024年5月22日（配信） 2024年7月3日（CD）     | ディスコの卵                 | WPCL-13596（CD） | 28位         | 5月22日より全曲を先行配信。                                                                                  |

### ベストアルバム
|     | 発売日        | タイトル | 規格品番 | オリコン順位 | 備考 |
| --- | ------------- | -------- | --- | ------------ | --- |
| 1st | 2022年5月11日 | 丸       | WPZL-60025 （10周年記念豪華セット・Blu-ray版） WPZL-60020 （10周年記念豪華セット・DVD版） WPCL-13378（通常盤） | 17位         | 全1曲収録。 10周年記念豪華セットには等身大ゲスくんフィギュア、ファンセレクトベスト集、 Remix音源集、Music Video集、10周年記念ムック本が付属。 |

### 映像作品
|     | 発売日        | タイトル     | 規格品番                                      | オリコン順位 | 備考 |
| --- | ------------- | ------------ | --------------------------------------------- | ------------ | --- |
| 1st | 2018年9月14日 | 乙女は変わる | WPBL-90487                                    |              | ワンマンツアー『ゲスなのか、タコなのか』会場限定 同年6月22日にNHKホールで行われたライブ『乙女は変わる』の模様を収録 |
| 2nd | 2022年11月9日 | 解体         | WPXL-90275 （Blu-ray版） WPBL-90597 （DVD版） |              | 同年6月18日に幕張メッセイベントホールで行われたライブ『解体』の模様を収録                                           |

## タイアップ
| 曲名                   | タイアップ                                                                                           |
| ---------------------- | --- |
| キラーボール           | COUNT DOWN TV2013年12月度エンディングテーマ                                                          |
| キラーボール           | スペースシャワーTV2013年12月度POWER PUSH                                                             |
| パラレルスペック       | キュレーションマガジン「Antenna」地上波CMソング                                                      |
| アソビ                 | LGエレクトロニクス「au isai FL LGL24」 CMソング                                                      |
| 猟奇的なキスを私にして | ドラマ『アラサーちゃん 無修正』（テレビ東京・テレビ大阪ほか）オープニングテーマ                      |
| デジタルモグラ         | ドラマ『すべてがFになる』（フジテレビ系）主題歌                                                      |
| 私以外私じゃないの     | コカ・コーラ「ネームボトルキャンペーン」 CMソング                                                    |
| ロマンスがありあまる   | ワーナー・ブラザース映画配給映画『ストレイヤーズ・クロニクル』主題歌                                 |
| ロマンスがありあまる   | トヨタ自動車「ポルテ」「スペイド」日本テレビ限定CMソング ※出演＆演奏                                 |
| ロマンスがありあまる   | めちゃコミック『休日-遅刻篇』CMソング                                                                |
| サイデンティティ       | ワーナー・ブラザース映画配給映画『ストレイヤーズ・クロニクル』挿入歌                                 |
| オトナチック           | NTTドコモ『dヒッツ powered by レコチョク』CMソング                                                   |
| 煙る                   | GREE Android / iOS用アクションロールプレイングゲームアプリ『消滅都市』CMソング                       |
| シアワセ林檎           | スマートフォン向けゲームアプリ『クラッシュ・ロワイヤル』「クラロワ日本一決定戦」公式番組テーマソング |
| 戦ってしまうよ         | スマートフォン向けゲームアプリ『クラッシュ・ロワイヤル』CMソング                                     |
| 颯爽と走るトネガワ君   | 日本テレビ『AnichU』枠アニメ『中間管理録トネガワ』オープニングテーマ                                 |
| ドグマン               | 読売テレビ・日本テレビ系連続ドラマ『ブラックスキャンダル』主題歌                                     |
| 秘めない私             | AVIOT・Bluetoothイヤホン『TE-D01g』CMソング                                                          |
| 蜜と遠吠え             | スマートフォン向けゲームアプリ『テイルズ オブ クレストリア』テーマソング                             |
| マルカ                 | AVIOT・Bluetoothイヤホン『TE-D01gv』CMソング                                                         |
| 青い裸                 | テレビ東京系ドラマ『復讐の未亡人』主題歌                                                             |
| 悪夢のおまけ           | 映画『この子は邪悪』主題歌                                                                           |

## 主な出演

### テレビ
- ミュージックステーション (テレビ朝日、2014年8月29日,12月28日,2015年5月1日,6月19日,10月23日,12月25日,2016年1月15日,1月22日,2017年12月22日)
- ベストアーティスト (日本テレビ、2015年11月24日)
- ダウンタウンのガキの使いやあらへんで!! (フジテレビ、2015年12月13日)
- FNS歌謡祭 (日本テレビ、2015年12月16日)
- 輝く!日本レコード大賞 (TBS、2015年12月30日)
- 紅白歌合戦 (NHK、2015年12月31日)
- 関ジャム 完全燃SHOW (テレビ朝日、2016年1月10日)
- 秘密のグリーンルーム (テレビ朝日、2016年1月11日-15日)
- Love music (フジテレビ、2016年1月15日,2018年1月28日,9月2日)
- めちゃ×2イケてるッ! (フジテレビ、2016年1月23日)
- テレビ朝日ドリームフェスティバル (テレビ朝日、2016年3月4日)
- アウト×デラックス (フジテレビ、2017年9月21日)
- 新曲歌いたいんですけど... (日本テレビ、2018年1月23日)
- バズリズム02 (フジテレビ、2018年8月17日)
- HEY!HEY!NEO! (フジテレビ、2018年10月1日)

### インターネットテレビ
- 7.2 新しい別の窓 (AbemaTV、2018年9月2日)

### ラジオ
- 『SCHOOL OF LOCK!』内「ゲスの極みLOCKS!」（2015年10月7日 - 2016年1月27日、TOKYO FM・JFN）[74][75]。
  - 2016年1月27日をもって諸事情により休止され[76]、2021年現在も休講となっている[77]。
- Monthly Artist File -THE VOICE-（2018年1月7日 - 2018年1月28日、TOKYO FM）

## 主なライブ

### ワンマンライブ・主催イベント
| 年   | タイトル | |
| ---- | --- | --- |
| 2013 | ゲスの極み乙女。企画 ゲス乙女集会 vol.1 | 4月20日-下北沢ERA（w/indigo la End） |
| 2013 | ゲスの極み乙女。企画 ゲス乙女集会 vol.2 | 7月7日-新宿redcloth（w/Qomolangma Tomato） |
| 2013 | ゲスの極み乙女。〜金沢初公演!!!〜 | 9月14日-金沢GOLD CREEK |
| 2013 | ゲスの極み乙女。企画 ゲス乙女集会 vol.3 | 10月20日-下北沢SHELTER（w/キュウソネコカミ） |
| 2013 | ゲスの極み乙女。 2ndミニアルバム「踊れないなら、ゲスになってしまえよ」リリース記念 ほな・いこか トーク＋握手会                                                             | 12月21日-TOWER RECORDS新宿店 |
| 2013 | ゲスの極み乙女。 2ndミニアルバム「踊れないなら、ゲスになってしまえよ」リリース記念 スペシャルライブ                                                                        | 12月22日-TOWER RECORDS渋谷店 |
| 2014 | ゲスでいこか vol.1 | 全3公演1月19日-代官山UNIT 2月9日-池下CLUB UPSET 2月11日-Music Club JANUS |
| 2014 | ゲスの極み乙女。&空想委員会共同企画イベントツアー | 全8公演2月15日-GOLDENPIGS（w/空想委員会） 2月16日-仙台CLUB JUNK BOX（w/空想委員会/SAKANAMON） 2月22日-金沢AZ（w/空想委員会/GOOD ON THE REEL） 2月23日-松本Sound Hall a.C（w/空想委員会） 3月1日-HEAVEN'S ROCK 宇都宮 VJ-2（w/空想委員会） 3月2日-club Lizard YOKOHAMA（w/空想委員会） 3月8日-神戸チキンジョージ（w/空想委員会/KEYTALK） 3月9日-浜松FORCE（w/空想委員会/KEYTALK） |
| 2014 | 川谷絵音 presents エノンと愉快な仲間たち Vol.1 | 2月19日-渋谷WWW（w/indigo la End/Crimson/マイクロコズム） |
| 2014 | ゲスにノーマル | 全8公演6月7日-GOLDEN PIGS RED STAGE 6月8日-LIVE STUDIO RIPPLE 6月14日-広島CAVE-BE 6月15日-池下CLUB UPSET 6月21日-Music Club JANUS 6月22日-福岡DRUM SON 7月5日-恵比寿LIQUIDROOM 7月6日-恵比寿LIQUIDROOM |
| 2014 | ゲスでいこか vol.2 | 全5公演6月28日-恵比寿LIQUIDROOM（w/ストレイテナー） 7月9日-福岡県 DRUM LOGOS 7月11日-梅田CLUB QUATTRO 7月13日-池下CLUB UPSET（w/SUPER BEAVER） 7月15日-岡山CRAZYMAMA KINGDOM |
| 2014 | ゲスなパーティー | 全2公演9月16日-Zepp Nagoya 9月17日-Zepp Tokyo |
| 2014 | エノンのやりたい放題 〜ゲスなアフターパーティー編〜 | 9月18日-下北沢ERA （w/或るミイ/ぱいぱいでか美/ROLLICKSOME SCHEME） |
| 2014 | ゲスな魅力？～超番外編～ | 12月3日-Zepp Sappro |
| 2014 | ゲスな魅力？～番外編～ | 12月20日-ミュージックタウン音市場（w/indigo la End） |
| 2014 | ゲスな魅力? | 全18公演11月3日-新潟LOTS 11月5日-仙台 Rensa 11月8日-札幌Sound lab moll 11月11日-長崎DRUM Be-7 11月13日-鹿児島CAPARVO HALL 11月14日-福岡DRUM LOGOS 11月16日-広島CLUB QUATTRO 11月17日-広島CLUB QUATTRO 11月22日-名古屋CLUB QUATTRO 11月23日-梅田CLUB QUATTRO 11月25日-高松オリーブホール 11月29日-赤坂BLITZ 12月7日-豊洲PIT 12月9日-名古屋DIAMOND HALL 12月11日-大阪・味園ユニバース 12月13日-金沢EIGHT HALL 12月14日-松本Sound Hall a.C                                                                                                  |
| 2015 | ゲスな魅力? | 1月20日-高松オリーブホール 1月21日-高松オリーブホール ※2014年11月25日の公演は、川谷絵音の急性咽頭喉頭炎の発症により、延期された。 振替公演は2015年1月20日に行われた。 |
| 2015 | ゲスでいこか vol.3 | 全7公演1月31日-Zepp Fukuoka 2月4日-なんばHatch 2月7日-なんばHatch 2月10日-名古屋DIAMOND HALL 2月11日-名古屋DIAMOND HALL 2月14日-新木場STUDIO COAST 2月15日-新木場STUDIO COAST |
| 2015 | 私以外ゲスじゃないの | 全9公演5月10日-Zepp Sapporo 5月11日-Zepp Sapporo 5月16日-大阪城野外音楽堂 5月19日-Zepp Nagoya 5月20日-Zepp Nagoya 5月27日-Zepp Fukuoka 5月28日-Zepp Fukuoka 5月31日-日比谷野外大音楽堂 6月3日-岡山オレンジホール |
| 2015 | ゲス乙女集会 vol.4 〜幕張編〜 | 全2公演6月20日-幕張メッセ 6月21日-幕張メッセ |
| 2015 | ゲスチック乙女 〜アリーナ編〜 | 全3公演9月17日-大阪城ホール 9月23日-北海きたえーる 10月14日-横浜アリーナ |
| 2015 | 川谷絵音presents エノンのやりたい放題 vol.2 | 10月21日-TSUTAYA O-EAST （w/indigo la End/katyusha/ぱいぱいでか美/after the greenroom/DJ有るジェルゴットリッヂ/FINLANDS） |
| 2016 | ゲスの極み乙女。フリーライブ ゲスに両成敗でいいじゃない | 1月17日-代々木公園 野外ステージ |
| 2016 | ゲスの極み乙女。×ツタロック スペシャルLIVE | 3月2日-TSUTAYA O-EAST |
| 2016 | ゲスな宇宙旅行 | 全15公演3月13日-高松 festhalle 3月15日-岡山CRAZYMAMA KINGDOM 3月16日-広島CLUB QUATTRO 4月7日-Zepp Sapporo 4月8日-Zepp Sapporo 4月13日-Zepp Nagoya 4月14日-Zepp Nagoya 4月20日-なんばHatch 4月21日-なんばHatch 4月24日-仙台PIT 4月25日-仙台PIT 4月27日-Zepp Tokyo 4月28日-Zepp Tokyo 5月5日-鹿児島 宝山ホール 5月8日-長崎ブリックホール |
| 2016 | ゲス乙女大集会〜武道館編〜 | 全2公演3月30日-日本武道館 3月31日-日本武道館 |
| 2016 | ゲスリクエスト vol.1 | 9月20日-恵比寿LIQUIDROOM |
| 2016 | 林檎を落としたのは、だーれだ | 全9公演11月10日-岡山 CRAZYMAMA KINGDOM 11月11日-岡山 CRAZYMAMA KINGDOM 11月13日-山口 Shunan RISING HALL 11月14日-広島 CLUB QUATTRO 11月16日-福岡 DRUM LOGOS 11月17日-福岡 DRUM LOGOS 11月23日-新潟 LOTS 11月24日-金沢EIGHT HALL 12月3日-Zepp Tokyo |
| 2017 | 『達磨林檎』発売記念ライブ | 5月10日-Zepp Tokyo |
| 2017 | 丸三角ゲス | 全9公演8月1日-渋谷WWW X 8月3日-札幌PENNY LANE24 8月7日-福岡 DRUM LOGOS 8月8日-広島CLUB QUATTRO 8月15日-新潟 LOTS 8月16日-宮城 Rensa 8月28日-BIGCAT 8月29日-名古屋DIAMOND HALL 9月3日-日比谷野外大音楽堂 |
| 2017 | ッアーーー！！！ | 全22公演10月10日-赤坂BLITZ 10月11日-赤坂BLITZ 10月14日-横浜BAY HALL 10月19日-帯広MEGA STONE 10月20日-Zepp Sapporo 10月22日-仙台GIGS 10月24日-新潟LOTS 10月25日-高崎club FLEEZ 10月30日-福岡DRUM LOGOS 10月31日-熊本B.9 V1 11月2日-岡山CRAZYMAMA KINGDOM 11月3日-周南RISING HALL 11月6日-新木場STUDIO COAST 11月7日-新木場STUDIO COAST 11月10日-京都KBSホール 11月15日-鹿児島CAPARVOホール 11月16日-鹿児島CAPARVOホール 11月18日-長崎DRUM Be-7 11月19日-長崎DRUM Be-7 11月21日-柏PALOOZA 11月29日-Zepp Nagoya 11月30日-Zepp Osaka Bayside |
| 2017 | エノンの日 | 12月3日-Zepp Tokyo（w/indigo la End） |
| 2017 | 絵音の誕生日から20日たったぜ♡Go!Go!Go! | 12月23日-ナムラホール（w/indigo la End/DADARAY） |
| 2018 | ゲスの極み乙女。久しくシングル出してなかったから 何かシングル出す時の感覚忘れちゃったし、 ワンマンするのも何だから仲間を呼んだぜ！ あんまライブ無いから来てくれよな！PARTY | 2月10日-新木場STUDIO COAST （w/indigo la End/DADARAY/小籔千豊/くっきー（野性爆弾）） |
| 2018 | MTV Unplugged: Gesu no Kiwami Otome. | 3月25日-豊洲PIT |
| 2018 | 6th Anniversary live「乙女は変わる」 | 6月22日-NHKホール |
| 2018 | 『好きなら問わない』発売＆TACO RECORDS設立記念イベント | 8月28日,29日-hotel koe tokyo |
| 2018 | ゲスなのか、タコなのか | 全13公演9月14日-Zepp Sapporo 9月22日-高松 festhalle 9月23日-岡山 CRAZYMAMA KINGDOM 9月28日-Zepp Osaka Bayside 9月29日-福岡 DRUM LOGOS 10月4日-青森 Quarter 10月5日-仙台 Rensa 10月7日-新潟 LOTS 10月12日-名古屋 DIAMOND HALL 10月14日-富山 MAIRO 10月17日-高崎 club FLEEZ 10月21日-京都 KBSホール 10月26日-東京国際フォーラム・ホールA |
| 2018 | FAN CLUB会員限定ライブ 男女は変わる | 10月29日-渋谷WWW X |
| 2019 | FAN CLUB会員限定ライブ ゲスリクエスト Vol.2 | 1月25日-恵比寿LIQUIDROOM |
| 2019 | ゲスの極み乙女。7周年記念ワンマンライブ「大展開」 | 5月12日-豊洲PIT |
| 2019 | メジャーデビュー5周年記念ライブ「馳せ合い」 | 9月15日-新木場STUDIO COAST（w/indigo la End） |
| 2019 | 東阪ONEMAN TOUR 2019「変人大集合」 | 12月3日-東京国際フォーラム・ホールA 12月20日-フェスティバルホール |
| 2020 | ゲスの極み乙女。をもう一度 （新型コロナウイルスの感染拡大を受け、延期及び中止）                                                                                            | 全11公演 5月10日-名古屋 DIAMOND HALL（延期） 5月13日-高崎市文化会館（延期） 5月15日-宇都宮市文化会館小ホール（延期） 5月16日-仙台 Rensa（延期） 5月22日-札幌ペニーレーン 24（延期） 5月24日-盛岡 CLUB CHANGE WAVE（延期） 5月29日-金沢 EIGHT HALL（延期） 5月31日-グランキューブ大阪（延期） 6月5日-岡山 CRAZYMAMA KINGDOM（延期） 6月6日-福岡 DRUM LOGOS（延期） 6月20日-横浜 ぴあアリーナMM（中止） |
| 2020 | uP!!!NEXT SPECIAL EDITION 2020 ゲス乙女大集会 大忘年会アリーナ編 | 12月6日 - オンラインライブ（配信限定） |
| 2021 | ゲスの極み乙女。をもう一度（振替公演） | 全11公演 4月28日-グランキューブ大阪 4月30日-宇都宮市文化会館小ホール 5月14日-本多の森ホール 5月22日-福岡市民会館 5月23日-倉敷市民会館 5月27日-日本特殊陶業市民会館フォレストホール 6月6日-高崎芸術劇場 大劇場 6月10日-札幌市教育文化会館 6月12日-トークネットホール仙台 大ホール 6月22日、23日-東京 LINE CUBE SHIBUYA |
| 2021 | 馳せ合いvol.2 | 12月3日-東京国際フォーラム・ホールA（w/indigo la End） |
| 2022 | 解体 | 6月18日-幕張メッセイベントホール |
| 2022 | 文化再考 | 全8公演 11月13日-カナモトホール 11月18日-高崎芸術劇場 11月22日-福岡市民会館 11月23日-グランキューブ大阪 11月26日-仙台GIGS 12月3日-東京国際フォーラム・ホールA 12月10日-岡山市立市民文化ホール 12月18日-名古屋市公会堂 |
| 2023 | 馳せ合いvol.3 | 4月1日-日比谷野外音楽堂（w/indigo la End） |
| 2023 | 歌舞伎乙女 | 全3公演 4月13日-名古屋DIAMOND HALL 4月16日-なんばHatch 4月21日-中野サンプラザ |
| 2023 | 馳せ合いvol.4 | 6月29日-大阪城音楽堂（w/indigo la End） |
| 2023 | 馳せ合いvol.5 | 全2公演 7月1日-仙台GIGS（w/indigo la End） 7月2日-仙台GIGS（w/indigo la End） |
| 2024 | ナイトクラビング | 全15公演（国内）、全1公演（海外）7月4日-PENNY LANE 24 7月6日-横浜 BAY HALL 7月8日-高松festhalle 7月9日-福岡 DRUM LOGOS 7月11日-GORILLA HALL OSAKA 7月12日-京都 MUSE 7月15日-Zepp New Taipei（台湾） 7月19日-青森 QUARTER 7月20日-SENDAI GIGS 7月21日-郡山 HIP SHOT JAPAN 7月23日-新潟 LOTS 7月30日-LIVE BOXY SHIZUOKA 8月6日-米子 AZTiC laughs 8月7日-岡山 CRAZYMAMA KINGDOM 8月8日-名古屋-ダイヤモンドホール 8月20日-LINE CUBE SHIBUYA                                                                                                  |
| 2024 | FAN CLUB会員限定ライブ いこか記念日～枝豆に辛いソースを添えて～ | 8月22日-Zepp Shinjuku |

## 受賞とノミネート歴
| 年     | 賞                                          | 部門                     | 対象                                               | 結果       |
| ------ | ------------------------------------------- | ------------------------ | -------------------------------------------------- | ---------- |
| 2014年 | 第6回CDショップ大賞                         | 入賞                     | 「踊れないなら、ゲスになってしまえよ」             | 受賞       |
| 2015年 | 第7回CDショップ大賞                         | BEST ARTIST賞            | ゲスの極み乙女。（みんなノーマル、魅力がすごいよ） | 受賞       |
| 2015年 | 第57回日本レコード大賞                      | 優秀作品賞               | 「私以外私じゃないの」                             | 受賞       |
| 2015年 | 第19回SPACE SHOWER Music Video Awards       | BREAKTHROUGH ARTIST      | ゲスの極み乙女。                                   | 受賞       |
| 2015年 | 第22回MTVヨーロッパ・ミュージック・アワード | ベスト・ジャパン・アクト | ゲスの極み乙女。                                   | ノミネート |